# K.K Downing
Kenneth "K.K." Downing (født 27. oktober 1951 i Hill Top i West Bromwich, England) er guitarist og en af de originale medlemmer i det britiske heavy metal-band Judas Priest.